# ザ・トラディションゴルフクラブ
ザ・トラディションゴルフクラブ（The Tradition Golf Club）は、愛知県岡崎市にあるゴルフ場である。

## 概要
「ザ・トラディションゴルフクラブ」は、愛知県の中央部、美濃三河高原と岡崎平野と接する、中京圏の中心都市名古屋市から近い、足利氏族である細川氏、仁木氏、戸崎氏のほか、江戸幕府を開いた徳川家康の生誕地でもあるなど史跡が香そうしたロケーションの所にある。
2000年代前期、「岡崎クラシック株式会社」の手により、岡崎市岩中町地区の46万坪の用地に新たなゴルフ場の建設を始めたのに始まる。コース設計はジャック・ウィリアム・ニクラス（Jack William Nicklaus）が行い、18ホール規模のゴルフ場の造成工事が着工され、2002年（平成14年）10月1日、造成工事が完了し、ザ・トラディションゴルフクラブ、18ホール規模のゴルフ場が開場した。
コースは、岡崎クラシックからジャック・ウィリアム・ニクラスに設計を依頼する際、トーナメントコースを念頭において設計するよう依頼した。そして、プロゴルファーにとっては厳しく、アマチュアゴルファーには楽しい、戦略性に富んだ本格的コースが設計条件だった。最初に気が付くのが、クラブハウスのスターティングピロティから、アウトコースとインコースのフィニッシングホールが一望できることである。9番ホールは、巨大な池とフェアウェイが並行して伸びている。18番ホールは、第2打地点が浮島で2度のウォーターハザード越えが要求される。
ジャック・ウィリアム・ニクラスは開場後、「世界各国で40コースを越える設計を行ったが、そのほとんどのコースでプロツアーイベントを主催してきた。ザ・トラディションゴルフクラブは、自分が設計した「ミュアフィールド・ヴィレッジ」、「デザート・ハイランズ、ショール・クリーク」などに劣らないコースになると確信している」と語っている。
ザ・トラディションゴルフクラブでは、日本女子プロゴルフ協会が主催する女子ゴルフトーナメント大会の一つ、2003年（平成15年）第14回「リゾートトラストレディス」を開催した実績がある。

## 所在地
〒444-3165 愛知県岡崎市岩中町1番地

## コース情報
- 開場日 - 2002年10月1日
- 設計者 - ジャック・ウィリアム・ニクラス
- 面積 - 1,520,000m2（約46万坪）
- コースタイプ - 丘陵コース
- コース - 18ホールズ、パー72、7,067ヤード、コースレート75.1
- フェアウェー - コウライ
- ラフ - ノシバ
- グリーン - 1グリーン、ベント（ペンクロス）
- ハザード - バンカー58、池が絡むホール7
- ラウンドスタイル - キャディ付(乗用カート)とセルフ(乗用カート)選択制、1組4名が基本、乗用カート(5人乗り)
- 練習場 - 30打席200ヤード
- 休場日 - 年中無休[5][6]

## ギャラリー
- コース - [7]
- ハウス - [8]

## 交通アクセス
鉄道
- 東海道本線（JR東海） - 岡崎駅より タクシー利用 約25分
- 名鉄名古屋本線 - 東岡崎駅より タクシー利用 約20分[9]

道路
- 東名高速道路 - 岡崎ICより 8Km 約20分[9]

## 関連文献
- 『ゴルフ場ガイド 西版』、2006-2007、「ザ・トラディションゴルフクラブ」、東京 ゴルフダイジェスト社、2006年5月、2021年11月15日閲覧